# Marco Girnth

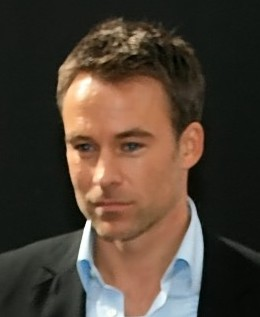
Marco Girnth (2008)

 Marco Girnth (* 10. Februar 1970 in Düsseldorf) ist ein deutscher Schauspieler.

## Leben
Marco Girnth wuchs im Neusser Stadtteil Norf auf und besuchte das Norbert-Gymnasium in Knechtsteden. Girnth studierte nach Abitur und Zivildienst in Köln Rechtswissenschaften. Das Studium schloss er mit dem ersten Staatsexamen ab. Noch zur Schulzeit wirkte Girnth in Komparsen- und Nebenrollen in Fernsehproduktionen mit. 1995 vermittelte ihm das Kölner Arbeitsamt eine Komparsenrolle bei der RTL-Serie Unter uns. Zwei Monate später wurde ihm die Rolle des Sven Rusinek in der Serie angeboten, die er bis 1997 spielte. Danach folgten Rollen in Fernsehserien (Gegen den Wind, Die Strandclique, Das Traumschiff, Berlin, Berlin) und zahlreiche Rollen in Fernsehfilmen (wie z. B. Abgrund – eine Stadt stürzt ein). Für die Darstellung des Max in Günter Knarrs Spielfilm Holgi – Der böseste Junge der Welt erhielt Girnth im Jahr 2000 den Max-Ophüls-Preis als bester Nachwuchsschauspieler. Seit 2001 ist er in der ZDF-Krimireihe SOKO Leipzig als Kriminaloberkommissar Jan Maybach im Einsatz.
Girnth ist seit August 1998 mit der Schauspielerin Katja Woywood verheiratet. Das Ehepaar wohnt in Berlin und hat einen Sohn. In drei Folgen der RTL-Serie Alarm für Cobra 11 – Die Autobahnpolizei, in der Katja Woywood als Chefin der Autobahnpolizei zur Stammbesetzung zählt, spielte Girnth eine Gastrolle.
Seit 2010 ist Marco Girnth Schirmherr des Vereins „Hoffnung Spenden“ e. V. Dort engagiert er sich für Straßenkinder und Bewohner der Slums in Uganda. 2015 reiste er in das Land und half bei der Arbeit vor Ort.
Marco Girnth hat eine jüngere und eine ältere Schwester.

## Filmografie
- 1995–1998: Unter uns (Fernsehserie, Folgen 163–822)
- 1998: First Love – Die große Liebe (Fernsehreihe)
- 1998: Im Fegefeuer der Lust
- 1998: Alphateam – Die Lebensretter im OP (Fernsehserie 1 Folge)
- 1998: Die Wache (Fernsehserie, Folge Hack the Planet)
- 1998–1999: Gegen den Wind (Fernsehserie, 11 Folgen)
- 1999: Dr. Stefan Frank – Der Arzt, dem die Frauen vertrauen (Fernsehserie, Folge Ins eigene Fleisch)
- 1999: Hamburg – Stadt in Angst
- 1999: Das Traumschiff – Tahiti (Fernsehreihe)
- 1999–2002: Die Strandclique (Fernsehserie, 39 Folgen)
- 2000: Holgi – Der böseste Junge der Welt (Holgi)
- 2000: Die Rote Meile (Fernsehserie, Folge Die eleganteste Versuchung)
- 2000–2009: SOKO 5113 (Fernsehserie, verschiedene Rollen, 2 Folgen)
- Seit 2001: SOKO Leipzig (Fernsehserie, über 300 Folgen)
- 2002–2021: Alarm für Cobra 11 – Die Autobahnpolizei (Fernsehserie, verschiedene Rollen, 4 Folgen)
- 2002: Liebe ist die halbe Miete
- 2002: Berlin, Berlin (Fernsehserie, 2 Folgen)
- 2002: Wen küsst die Braut?
- 2003: Trenck – Zwei Herzen gegen die Krone
- 2003: Mit Herz und Handschellen (Fernsehserie, 3 Folgen)
- 2004: Wolffs Revier (Fernsehserie, Folge Tod in Uniform)
- 2004: Ein Mann für den 13ten
- 2004: Unser Charly (Fernsehserie, Folge Gefährliche Lügen)
- 2005: Edel & Starck (Fernsehserie, Folge Die Venusfalle)
- 2005: Küstenwache (Fernsehserie, Folge Tod auf dem Tonnenleger)
- 2005: Der Ferienarzt (Fernsehserie, Folge ...in der Provence)
- 2005: Der Mann, den Frauen wollen
- 2006: Vier Meerjungfrauen II – Liebe à la carte
- 2007: War ich gut?
- 2007: Wie verführ’ ich meinen Ehemann
- 2008: Der Abgrund – Eine Stadt stürzt ein
- 2008: Man liebt sich immer zweimal
- 2010: London, Liebe, Taubenschlag (Fernsehzweiteiler)
- 2010: Die Akte Golgatha
- seit 2011: Frühling (Fernsehreihe)
  - 2011: Für immer Frühling
  - 2012: Frühling für Anfänger
  - 2013: Frühlingskinder
  - 2013: Frühlingsgefühle
  - 2014: Frühlingsgeflüster
  - 2014: Einmal Frühling und zurück
  - 2014: Frühling in Weiß
  - 2015: Endlich Frühling
  - 2015: Frühling zu zweit
  - 2016: Zeit für Frühling
  - 2016: Hundertmal Frühling
  - 2017: Schritt ins Licht
  - 2017: Zu früh geträumt
  - 2017: Nichts gegen Papa
  - 2018: Mehr als Freunde
  - 2018: Gute Väter, schlechte Väter
  - 2019: Lieb mich, wenn du kannst
  - 2019: Das verlorene Mädchen
  - 2019: Sand unter den Füßen
  - 2019: Weihnachtswunder
  - 2020: Genieße jeden Augenblick
  - 2021: Ich sehe was, was du nicht siehst
  - 2021: Weihnachtsgrüße aus dem Himmel
  - 2022: Alte Liebe, neue Liebe
  - 2022: Alte Gespenster
  - 2024: Ein Zebra im Gepäck
  - 2024: Blick ins Morgen
  - 2024: Mit dem Feind im Bett
  - 2024: Holla, die Waldfee
  - 2025: Babyalarm
  - 2025: Mein Geheimnis, dein Geheimnis
- 2011: World Express – Atemlos durch Mexiko
- 2013: IK1 – Touristen in Gefahr (Fernsehserie, Folge Laos)
- 2013: Christine. Perfekt war gestern! (Fernsehserie, 4 Folgen)
- 2013: Der Bergdoktor (Fernsehserie, Folge Allein)
- 2015: Josephine Klick – Allein unter Cops (Fernsehserie, Folge Bürgerwehr)
- 2015: Ein starkes Team – Tödliches Vermächtnis (Fernsehreihe)
- 2016: Marie räumt auf
- 2019: Der vierte Mann (Serien-Special von SOKO Donau mit SOKO Leipzig)
- 2021: Die Toten von Salzburg – Schwanengesang (Fernsehreihe)
- 2025: Praxis mit Meerblick – Neun Leben (Fernsehreihe)
- 2025: Praxis mit Meerblick – Romeo & Julia (Fernsehreihe)